# Сепеївський сільський округ
Сепе́ївський сільський округ (каз. Сепе ауылдық округі, рос. Сепеевский сельский округ) — адміністративна одиниця у складі Атбасарського району Акмолинської області Казахстану. Адміністративний центр — село Сепе.
Населення — 910 осіб (2021; 1300 у 2009, 2015 у 1999, 3230 у 1989).
Станом на 1989 рік існували Красномаяцька сільська рада (села Красний Маяк, Теренсай) та Південна сільська рада (село Ладиженка, селище Ладиженський хлібоприйомний пункт). 1993 року утворено Південний сільський округ (села Аксу, Кубугуль, Ладиженка, Ладиженський ХПП), села Сепе та Теренсай відійшли до складу Сочинського сільського округу. 2000 року ліквідовано села Аксу, Кубугуль, Ладиженський ХПП та Теренсай. Пізніше Південний сільський округ перейменовано в Єсенгельдинський, село Сепе Сочинського сільського округу утворило окремий Сепеївський сільський округ. 2013 року Єсенгельдинський сільський округ та Сепеївський сільський округ перетворено в сільські адміністрації. 2019 року обидві сільські адміністрації були об'єднані в Сепеївський сільський округ.

## Склад
До складу округу входять такі населені пункти:
| Населений пункт        | Колишні назви                     | Населення, осіб (1989) | Населення, осіб (1999) | Населення, осіб (2009) | Населення, осіб (2021) |
| ---------------------- | --------------------------------- | ---------------------- | ---------------------- | ---------------------- | ---------------------- |
| Аксу, село             | -                                 | -                      | 0                      | -                      | -                      |
| Єсенгельди, село       | Ладиженка, Тлекей                 | 1870                   | 1336                   | 806                    | 556                    |
| Кубугуль, село         | -                                 | -                      | 0                      | -                      | -                      |
| Ладиженський ХПП, село | Ладиженський хлібоприйомний пункт | 94                     | 0                      | -                      | -                      |
| Сепе, село             | Красний Маяк                      | 1218                   | 679                    | 494                    | 354                    |
| Теренсай, село         | -                                 | 48                     | 0                      | -                      | -                      |